# Phèdre (Racine)
Pour les articles homonymes, voir Phèdre.
Phèdre est une tragédie en cinq actes et en vers de Jean Racine jouée pour la première fois le 1er janvier 1677 à Paris sous le titre Phèdre et Hippolyte. Racine n'adopte le titre de Phèdre qu'à partir de la seconde édition de ses Œuvres en 1687. La pièce comporte 1 654 alexandrins. Inspirée de la mythologie grecque et plus particulièrement de l'Hippolyte d'Euripide, la pièce met en scène l'amour conçu par Phèdre, femme de Thésée, pour Hippolyte, fils de Thésée et d'une Amazone. La pièce est rejouée depuis longtemps. 
Considéré comme l’un des chefs-d’œuvre de son auteur, Phèdre a marqué plusieurs générations de lecteurs. Les références à la tragédie sont nombreuses dans la littérature et dans les arts, à commencer par À la recherche du temps perdu de Marcel Proust, où elle tient une place privilégiée.

## Personnages
- Thésée, fils d'Égée, roi d'Athènes
- Phèdre, femme de Thésée, fille de Minos et de Pasiphaé. Le personnage de Phèdre a souvent été interprété par des femmes d'âge mûr. Or, une analyse approfondie de la pièce suggère qu'il s'agit d'une jeune femme.
- Hippolyte, fils de Thésée et d’Antiope.
- Aricie, princesse du sang royal d'Athènes, sœur des Pallantides, clan ennemi
- Œnone, nourrice et confidente de Phèdre
- Théramène, gouverneur d'Hippolyte
- Ismène, confidente d'Aricie
- Panope, femme de la suite de Phèdre
- Gardes

La scène est à Trézène, ville du Péloponnèse.

## Résumé
ACTE I. Morts et aveux : le tragique exposé
- Scène 1 – Hippolyte annonce à son gouverneur, Théramène, qu’il s’apprête à quitter Trézène afin de se lancer à la recherche de son père, le roi Thésée. Il lui confie également son amour interdit pour Aricie.
- Scène 2 – Tandis que Phèdre apparaît, Hippolyte s’enfuit.
- Scène 3 – Phèdre déclare à Œnone, sa nourrice, son souhait de mourir, né de son amour coupable pour Hippolyte, fils que son mari, Thésée, a eu d’un premier lit avec Antiope, reine des Amazones.
- Scène 4 – La mort de Thésée est annoncée : elle ouvre la succession à trois prétendants : Hippolyte, Phèdre et une descendante de Pallante, Aricie, princesse déchue.
- Scène 5 – Cette mort donne à Œnone l’occasion d’essayer de détourner Phèdre de ses projets de suicide en lui faisant entendre que son intérêt politique la lie à Hippolyte.

ACTE II. Une double déclaration d’amour.

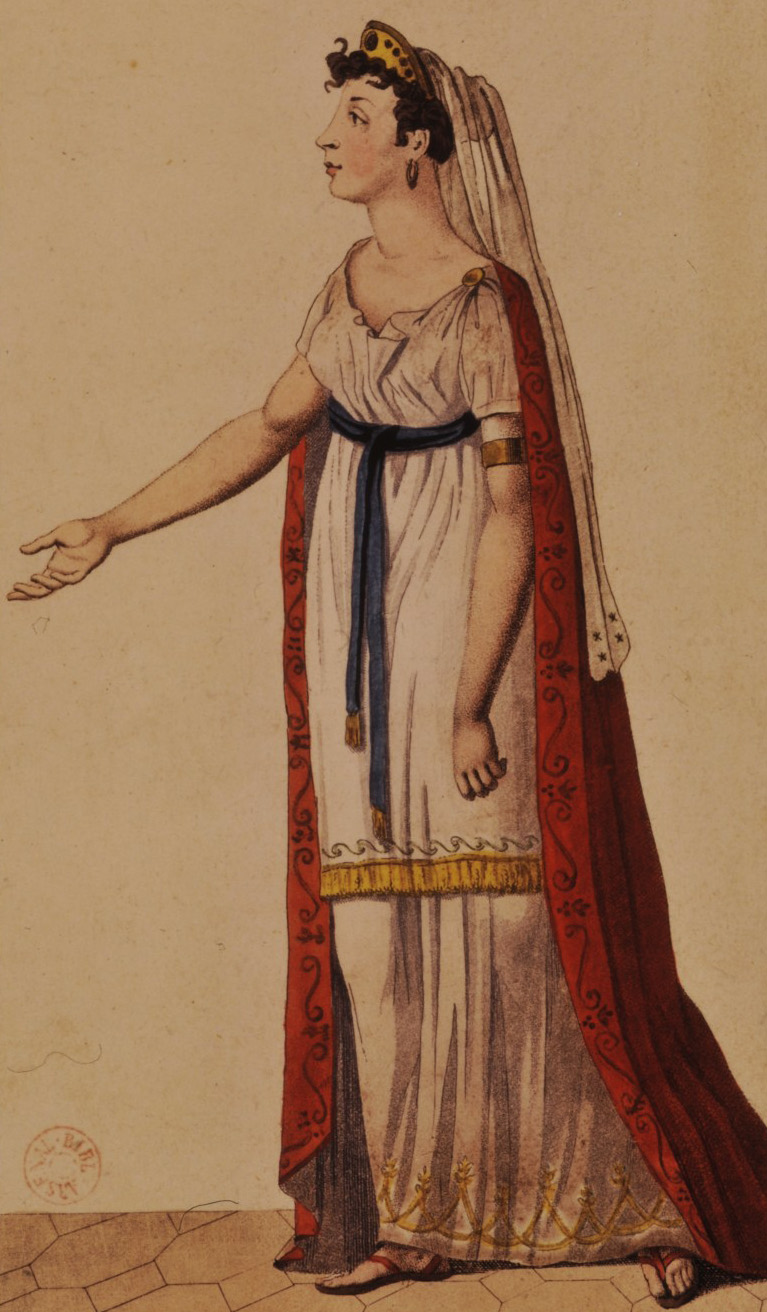
Catherine-Joséphine Duchesnois, en Phèdre, en 1802.

- Scène 1 – Aricie avoue à sa confidente, Ismène, qu’elle aime Hippolyte, tandis qu’Ismène assure Aricie qu'elle est aimée d’Hippolyte.
- Scène 2 – Hippolyte déclare à Aricie qu’il est prêt à lui laisser le trône puis lui avoue son amour.
- Scène 3 – Théramène annonce la venue de Phèdre qui souhaite le rencontrer.
- Scène 4 – Hippolyte, prêt à partir, ordonne à Théramène de revenir sans tarder afin de lui donner l’occasion d’écourter son entretien avec Phèdre.
- Scène 5 – Phèdre en proie à une « folle ardeur » déclare son amour à Hippolyte, auquel elle arrache son épée pour se tuer, avant qu’Œnone n’arrête son geste et l’entraîne.
- Scène 6 – Théramène revient, annonce que les navires n’attendent qu’un ordre pour mettre à la voile, qu’à Hippolyte les Athéniens préfèrent Phèdre et pensent que Thésée n’est peut-être pas mort.

ACTE III. Le retour du roi Thésée.
- Scène 1 – Phèdre sent qu’ayant franchi les bornes de la pudeur, elle ne peut revenir en arrière et ne peut non plus renoncer à son amour. Elle espère encore et charge sa confidente de tout faire pour lui gagner l’amour d’Hippolyte.
- Scène 2 – Phèdre invoque Vénus et l’engage à venger l’indifférence qu’Hippolyte a toujours témoignée à la déesse.
- Scène 3 – Œnone revient pour annoncer à sa maîtresse que Thésée vient de rentrer. Elle lui conseille de prévenir les accusations en dénonçant calomnieusement les tentatives d’Hippolyte à son encontre.
- Scène 4 – Thésée se présente à son épouse qui lui réserve un accueil glacial et laisse entendre que leur union a été souillée.
- Scène 5 – Hippolyte, questionné par son père, garde le silence, et lui annonce son départ imminent.
- Scène 6 – Hippolyte se laisse d’abord aller à « de noirs pressentiments » pour finalement se convaincre que son innocence le protègera et que son amour pour Aricie ne pourra être ébranlé.

ACTE IV. Calomnie et malédiction.
- Scène 1 – Œnone calomnie Hippolyte et le rend odieux aux yeux de Thésée.
- Scène 2 – Hippolyte se retrouve face à Thésée qui le maudit malgré ses dénégations et le chasse en priant Neptune de se faire l'instrument de sa vengeance. Hippolyte accusé ne dénonce pas Phèdre.
- Scène 3 – Resté seul, Thésée clame la nécessité qu'il soit vengé malgré l'amour qu'il portait à son fils.
- Scène 4 – Phèdre accourt auprès de Thésée pour retenir la vengeance qu'il s'apprête, pense-t-elle, à accomplir sur son fils, lorsqu'il lui apprend qu'Hippolyte aime Aricie.
- Scène 5 – Dans un monologue, Phèdre se refuse à défendre celui qui la dédaigne pour une autre.
- Scène 6 – Phèdre, perdue de désespoir, maudit Œnone qu'elle accuse de l'avoir détournée de ses projets pour la mettre en présence d'Hippolyte qu'elle a ensuite calomnié.

ACTE V. Morts et expiation : le tragique dénoué
- Scène 1 – Aricie veut s’enfuir avec Hippolyte afin qu'ils se trouvent des alliés pour défendre leur cause, non sans s'être unis auparavant par les liens du mariage. Mais le jeune homme refuse pour la protéger.
- Scène 2 – Thésée vient chercher des éclaircissements auprès d'Aricie.
- Scène 3 – Il essaie de ternir l'amour qu'elle professe pour Hippolyte, mais Aricie insinue que le « monstre » n'est pas celui qu'il croit.
- Scène 4 – Le doute s'est insinué en Thésée qui décide d'interroger à nouveau Œnone.
- Scène 5 – Thésée est informé du suicide d'Œnone par noyade et de l'égarement de Phèdre. Il ordonne alors qu'on informe son fils qu'il souhaite le voir et l'entendre et prie Neptune de ne pas exaucer son vœu de vengeance à l'égard d'Hippolyte.
- Scène 6 – Théramène rapporte à Thésée la mort de son fils dans le combat qui l'a opposé à un monstre marin précipité sur la terre ferme.
- Scène 7 – Phèdre, qui vient d'absorber une dose de poison, avoue sa faute à Thésée avant de mourir. Le père annonce qu'il va rendre les derniers honneurs à son fils et adopter celle qu'il aimait.

## Contexte
Phèdre est la dernière tragédie profane de Racine. Elle suit Iphigénie, écrite en été 1674. Elle est suivie d'un long silence de douze ans au cours duquel Racine se consacre au service du roi Louis XIV (il est son historiographe) et à la religion. Une nouvelle fois, il choisit un sujet de la mythologie antique déjà traité par les poètes tragiques grecs et romains.

### Sources
Dans la préface de 1677, Racine évoque ses sources, et principalement le poète grec Euripide (484-406 av. J.-C.), qui dans sa tragédie Hippolyte porte-couronne (428 av. J.-C.) avait traité le mythe de Phèdre après l’avoir traité dans Hippolyte voilé, aujourd’hui perdu. Dans la pièce conservée, le héros est poursuivi par la déesse de l'amour, Aphrodite, qui dès les premiers vers clame sa fureur d'être délaissée par le jeune homme au profit d'Artémis. Dans Phèdre, Vénus s'acharne contre la famille de la reine dont l'ancêtre, le Soleil, avait révélé les amours coupables de la déesse et de Mars. La fatalité prend ainsi la forme de cette haine implacable attachée à toute la descendance du Soleil.
Sénèque, philosophe et poète romain du Ier siècle apr. J.-C., est également l'auteur d’une Phèdre. Le récit de Théramène, dans toute son horreur, doit beaucoup à cette source sur laquelle Racine insiste moins. Les ravages de la passion comme maladie de l'âme, ont été également explorés par les Anciens. Citons encore les Héroïdes d’Ovide, et l’Énéide de Virgile, en particulier Les Amours de Didon et Énée.

### Le regard de l'auteur sur sa pièce
Racine, même s’il affecte de laisser à d’autres le soin d’en juger, laisse entendre dans sa préface qu’il voit en cette pièce « la meilleure de ses tragédies ». De fait, Phèdre lui apparaît comme l’héroïne tragique parfaite, l’intrigue tout à fait vraisemblable et le sujet propre à élever la vertu des spectateurs par la condamnation des passions et des vices.

### Des débuts agités
Créée le vendredi 1er janvier 1677 sous le titre Phèdre et Hippolyte sur la scène de l'Hôtel de Bourgogne, la tragédie de Racine a aussitôt subi la concurrence d'une autre Phèdre et Hippolyte due à Nicolas Pradon et créée deux jours plus tard sur la scène du théâtre de l'Hôtel Guénégaud. La pièce de Pradon sembla d'abord avoir les faveurs du public, la confrontation tourna cependant rapidement à l'avantage de Racine, et la pièce de Pradon fut oubliée au bout de quelques mois, mais ce « doublage » fut l'occasion d'une querelle littéraire qui, elle-même, déboucha sur l’Affaire des sonnets. En France, le sujet avait été traité déjà plusieurs fois, en particulier par Robert Garnier, auteur d'un Hippolyte un siècle plus tôt, puis par Gabriel Gilbert, qui avait écrit un Hypolite ou le garçon insensible en 1647.

### Réception
Tout dans Phèdre a été célébré : la construction tragique, la profondeur des personnages, la richesse de la versification et l’interprétation du rôle-titre par la Champmeslé. Contrairement à Euripide dans Hippolyte porte-couronne, Racine fait mourir Phèdre à la fin de la pièce, sur scène : elle a donc eu le temps d’apprendre la mort d’Hippolyte. Le personnage de Phèdre est l’un des plus remarquables des tragédies de Racine. Elle est à la fois victime de ses pulsions et coupable du malheur des autres, tout en aspirant à préserver toute son innocence.
Certains vers sont devenus des classiques. On a tellement célébré la musicalité de l’alexandrin « la fille de Minos et de Pasiphaé » que certains s’en sont moqués. Racine ne fait pourtant jamais de la poésie pour la seule beauté des sons. La généalogie de Phèdre est pleine de sens : elle a hérité de sa mère l’intensité de ses désirs et craint après sa mort le jugement de son père, qui est juge aux Enfers.
Très vite Phèdre s'est imposée comme l’une des pièces les plus réussies de Racine et les plus souvent représentées sur scène.

## Phèdre: défense et illustration de la tragédie
En écrivant Phèdre, Racine s’inspire de la tragédie antique en illustrant les notions de mimèsis et de catharsis tout en répondant aux exigences de la tragédie classique, qui s’appuie sur des règles précises fixant le cadre dans lequel l’action est circonscrite et sur la nécessité d’obéir à la bienséance.

### Mimèsiset vraisemblance
La tragédie repose sur la mimèsis, telle qu’Aristote la concevait, à savoir non pas une simple imitation du réel, mais un réel retravaillé par la création poétique : il importe donc de rendre l’histoire crédible au spectateur tout en veillant à « l’intrigue, les caractères, l’expression, la pensée, le spectacle. » Pour ce faire, il est nécessaire de respecter la règle dite des « trois unités ».
- Unité d’action : la pièce doit reposer sur une seule intrigue. Dans Phèdre, l’intrigue est essentiellement amoureuse et porte sur la passion interdite de la reine. L’intrigue politique – l’amour d’Hippolyte pour Aricie que le roi ne saurait accepter – et les péripéties telles que la mort annoncée de Thésée et son retour inattendu, nourrissent la première. La présence de Thésée donne ainsi à l’action son unité.
- Unité de lieu : toute l’histoire se déroule à Trézène.
- Unité de temps : « La tragédie essaie autant que possible de tenir dans une seule révolution du soleil [8].», en l’occurrence du matin où Hippolyte décide de se lancer à la recherche de son père et Phèdre de se donner la mort, jusqu’au soir où Hippolyte et Phèdre meurent.

### Catharsiset édification
La tragédie a une vocation morale en ceci qu’elle doit aider le spectateur à se libérer de ses passions par l’effet d’une purgation (catharsis) : cela ne sera possible que s’il éprouve pitié et terreur devant le comportement excessif et funeste des personnages, comme c’est le cas lorsqu’il se retrouve témoin de la passion coupable de Phèdre et de ses conséquences désastreuses.

### Grandeur et bienséance
Selon Aristote, « La tragédie est l’imitation d’une action grave et complète. » La tragédie classique se doit donc d’être un genre noble qui met en scène la vie de nobles devant des nobles. Elle se nourrit du sublime, c’est-à-dire qu’elle a à voir avec la grandeur, l’exaltation, le pathétique ou le lyrisme, le dépassement des contingences humaines, les forces de la nature et la puissance des Dieux. L’auteur de tragédies veille à ne jamais heurter le bon goût et les sentiments élevés. Aussi la représentation de la mort sur scène doit-elle être évitée, et la vue du sang bannie : les décès d’Œnone et d’Hippolyte nous sont rapportés ; Phèdre se donne une mort « propre » en s’empoisonnant. En outre, les personnages de rang supérieur ne sauraient se livrer à des actes infâmes, aussi Racine a-t-il pris soin, comme il l’indique dans sa préface, de mettre « quelque chose de trop bas et de trop noir » tel que la calomnie, dans la bouche de la servante Œnone plutôt que dans celle d’une princesse.

### Fatalité: Le sang et les dieux
Le héros racinien est d'abord l'héritier et le prisonnier tragique d'un sang familial. Il est un héros tragique.
Hippolyte et Aricie s'aiment mais comment imaginer qu’Aricie (« reste d'un sang fatal ») épouse le fils du meurtrier de ses frères, en l’occurrence Thésée ? Le sang versé réclame que l’honneur familial soit vengé et trouve réparation dans celui d’Hippolyte : « De son généreux sang la trace nous conduit: / Les rochers en sont teints ; les ronces dégouttantes / Portent de ses cheveux les dépouilles sanglantes. » (V, 6, v.1556-1558). Quant à Phèdre, nous savons que son demi-frère, le Minotaure, a été tué par Thésée et sa sœur Ariane abandonnée par le même Thésée qui est devenu son époux.
Le héros racinien voit également son libre-arbitre considérablement restreint par la volonté des dieux.
Phèdre, « la fille de Minos et de Pasiphaé » (I, 1, v.36), petite-fille du dieu-soleil Hélios, ne saurait échapper à la colère que Vénus voue à son grand-père pour avoir jeté la lumière sur ses amours coupables avec Mars, dieu de la guerre. Déjà, la passion que sa mère Pasiphaé avait conçue pour un taureau blanc lui avait été inspirée par Neptune souhaitant se venger de son époux Minos. Puis sa sœur Ariane fut tuée par Artémis sur ordre de Dionysos jaloux. C’est Neptune encore qui fera périr Hippolyte sur les prières de Thésée.
Les dieux se jouent donc des hommes et s'en servent pour accomplir leurs desseins, « Ces Dieux qui se sont fait une gloire cruelle/De séduire le cœur d'une faible mortelle. » (II, 5, 681-682). Ils punissent celui qui les néglige, tel Hippolyte qui longtemps préféra la chasse à l'amour, la déesse Artémis à Vénus. Malheur également aux hommes dont les ennemis trouvent l'oreille des dieux, car ils ont tout à craindre : Thésée ne pourra empêcher Neptune de faire périr Hippolyte.
Ainsi, il apparaît que le héros tragique ne pourra échapper à son destin, car il est soumis à une force funeste dénommée fatalité. Phèdre sait que sa passion lui vient des Dieux qui « ont allumé le feu fatal à tout [son sang] » (II, 5, v.680). Thésée comprend que faire entrer les Dieux dans le jeu des hommes a des conséquences souvent néfastes : « Inexorables Dieux qui m'avez trop servi ! » (V, 6,v.1572) Aricie, devant le corps mort de l'homme qu'elle aimait, lève les yeux au ciel et « par un triste regard elle accuse les Dieux. » (V, 7, v.1584)
Les Dieux sont muets quand les hommes parlent, car les Dieux n’ont pas besoin de paroles pour agir. Les hommes, quant à eux, qu’ils parlent ou se taisent, ne peuvent rien contre la volonté divine et la fatalité. Notons que dans la pièce, la parole tue tout autant que le silence. Phèdre qui avoue son amour enclenche une suite qui mène à la mort ; les propos qu’elle tient à son époux à qui elle laisse entendre que sa vertu et l’honneur de Thésée ont été bafoués, annoncent l’issue fatale. Quand Thésée s’adresse à Neptune, il est entendu, et les mots proférés ont un pouvoir inexorable. Quant au silence d’Hippolyte et d’Aricie, bien que tout à leur honneur, il les précipite dans la tragédie.

## Autres thèmes

### Amours et monstres
Les amours qui naissent dans les familles mythologiques engendrent des monstres, parce que les membres en sont eux-mêmes souvent monstrueux.
La mère de Phèdre aura une relation avec un taureau blanc dont naîtra le Minotaure : Phèdre a donc un monstre pour demi-frère.
Hippolyte, ce « monstre, qu’a trop longtemps épargné le tonnerre » (IV, 2, v.1045), s’exclame Thésée, périt devant un monstre marin, que l’on peut voir comme l’instrument du châtiment imposé à Phèdre. Notons, d'ailleurs, que le monstre envoyé par Neptune rappelle étrangement le Minotaure avec "son front large [...] armé de cornes menaçantes." (V, 6, 1517) Phèdre, parlant d'elle-même implore Hippolyte : « Délivre l’univers d’un monstre qui t’irrite » (II, 6, v. 701), pour qualifier ensuite l’homme qu’elle aime de « monstre effroyable (III, 3, v.884) », quand Aricie tente de faire comprendre à Thésée que parmi les « monstres sans nombre » (V, 4, v.1444) dont il a débarrassé le monde, il ne doit pas oublier sa propre épouse. Même un personnage secondaire comme Œnone a sa place dans cette galerie sinistre : « Va-t-en, monstre exécrable » (IV, 6, v. 1317), lui intime sa maîtresse.

### HybrisetNémésis
La conception grecque du monde reposait sur l’idée que celui-ci est régi par des lois, par un ordre universel. Or celui-ci est bafoué par certains humains coupables d’hybris, c’est-à-dire de démesure, d’oubli de leurs limites fixées par leur nature, par leur destin ou par les dieux. L’hybris, qui conduit à la faute, à l’erreur (hamartia) et mène à l’égarement (até), est puni par némésis. Némésis, fille de la Nuit et du Chaos — ou, selon de très nombreuses autres versions, d’Océan —, symbolise la colère divine et le châtiment qui rappelle à l’homme ses limites. Phèdre, égarée par sa passion, enfreint l’ordre moral, familial ainsi que social et paye les fautes commises à l’égard des divinités. Némésis, fille d’Océan, se manifeste dans la pièce par le déferlement des eaux marines.
Racine, auteur chrétien et qui plus est janséniste, donne à némésis les couleurs du péché.
On rejoint alors la pensée exprimée par l’auteur dans sa préface. Le théâtre doit être « une école où la vertu n’est pas moins enseignée que dans les écoles des philosophes. » Racine assure que dans cette pièce « la seule pensée du crime y est regardée avec autant d’horreur que le crime même » que « les passions n’y sont présentées […] que pour montrer tout le désordre dont elles sont causes. » De même il importe que le poète fasse « connaître et haïr la difformité » – ce dernier mot fait écho à la notion de monstre.

### Éroset son double

#### ÉrosetThanatos
Éros, selon la Théogonie d’Hésiode, est né du Chaos. Né du chaos, il engendre, dans les premiers temps de l’amour, le chaos. « Érôs, […], qui rompt les forces, et qui de tous les Dieux et de tous les hommes dompte l’intelligence et la sagesse dans leur poitrine . » Phèdre fait l’aveu impudique de ses sensations : « Un trouble s’éleva dans mon âme éperdue ;/Mes yeux ne voyaient plus, je ne pouvais parler ;/Je sentis tout mon corps et transir et brûler. » (I, 3, v. 273-276) Quand elle s’adresse à sa confidente, elle s’écrie : « Sers ma fureur, Œnone, et non point ma raison. » (III, 1, 792). En cela, elle rappelle les paroles de Socrate dans le Phèdre : « Les amants eux-mêmes avouent qu’ils sont malades plutôt que sains d’esprit ; ils ont conscience de leurs sentiments insensés, mais ils ne peuvent pas se rendre maîtres d’eux-mêmes . »
Notons que l’amour n’a pas besoin d’être entaché d’immoralité pour opérer ses ravages. Hippolyte aussi avoue : « Je vois que la raison cède à la violence » (II, 2, 525). Tous ses efforts pour résister à Éros ont été vains et il finit par reconnaître : « Maintenant je me cherche, et ne me trouve plus. » (II, 3, 548) Toutefois, au désordre initial, la société – famille et cité – fait succéder l’ordre par le biais des alliances et des mariages, de sorte que la raison reprend ses droits. En revanche, si la raison ne peut dominer Eros, alors la tragédie ne voit d’autre issue que la mort. Il faut également garder à l’esprit qu’Eros est le principe primordial de vie et qu’il est indissociable de son opposé Thanatos.
Phèdre n’ignore pas que sa passion pour Hippolyte est porteuse de mort et pourtant, elle ne peut s’empêcher d’y succomber, mais elle sait qu’il lui faut mourir et ne diffère cette mort que sur les instances d’Œnone. Que l’amour de Phèdre pour Hippolyte ait un caractère monstrueux est pourtant une idée étrangère à la tradition gréco-latine ; chez les Grecs, en effet, « le mariage d’une veuve et de son beau-fils était chose courante ». C’est en ce sens que Phèdre « est imprégné d’une conception biblique du péché ». En outre, on peut se demander si ce n’est pas Thanatos, pulsion de mort, qui pousse Hippolyte à unir son sang à celui d’Aricie alors qu’il est conscient qu’elle est la survivante d’une famille marquée par un destin funeste. Peut-être croit-il qu’en épousant Aricie, il préviendra le chaos, mais il se trompe car la fatalité et les dieux ne l’entendent pas ainsi.

#### ÉrosetAntéros
La mythologie grecque nous apprend qu’Eros a un frère méconnu, appelé Antéros. Selon l’occurrence, celui-ci revêt plusieurs visages. Il peut être l’amour réciproque, ce qui fait dire à Socrate dans le Phèdre que l’amour que ressent l’être aimé « est l’image réfléchie de l’amour (antéros) qu’a pour lui son amant. » Mais Antéros est aussi celui qui venge Éros lorsqu’il est dédaigné et devient ainsi, paradoxalement, l’opposé d’Éros, à savoir le désamour, la froideur, l’éloignement, l’antipathie, voire la haine. Rappelons-nous les paroles de Phèdre : « Je le vois comme un monstre effroyable à mes yeux. » (III, 3, 884) Il faut comprendre que les deux frères travaillent à préserver l’ordre du monde : Éros, en rapprochant les êtres ; Antéros en empêchant le rapprochement de ceux dont l’union serait source de désordre. Tous deux préviennent donc le retour du Chaos primitif. Or, l’amour de Phèdre pour Hippolyte, comme celui d’Hippolyte pour Aricie introduisent le chaos dans l’ordre familial, social, politique. Relisons la préface de Racine : « Les passions n’y sont présentées aux yeux que pour montrer tout le désordre dont elles sont cause. »
Eros et Antéros les conduiront tous deux à une mort certaine (thanatos) qui seule pourra rétablir l’ordre.

### Le mal et les mots

#### La faute partagée
Dans sa préface, Racine assure qu’il n’y a aucune de ses pièces « où la vertu soit plus mise à jour » que dans Phèdre. Non seulement la faute, mais l’idée même de la faute y sont punies et les errements de la passion amoureuse y sont présentés dans toute leur horreur. Il conçoit sa pièce comme le champ clos où vertu et culpabilité s’affrontent, champ clos dont les bornes sont fixées par l’idée d’innocence, appliquée au couple Hippolyte-Aricie, qui ouvre et ferme la pièce : « Et devez-vous haïr ses innocents appas ? » (I, 1, 55) ; « Le ciel, dit-il m’arrache une innocente vie. » (V, 6, 1561)
Les deux personnages centraux sont parfaitement conscients que leur amour est porteur d’une faute, c’est-à-dire étymologiquement, d’un manquement aux prescriptions, qu’elles soient morales, sociales, politiques, familiales. Phèdre prévient Œnone : « Tu frémiras d’horreur si je romps le silence. » (I, 3, 238), ainsi qu’Hippolyte : « Ne pense pas qu’au moment que je t’aime, /Innocente à mes yeux, je m’approuve moi-même. » (II, 5, 673-674) Elle sait que l’amour qui l’attire vers Hippolyte et celui qui rapproche Hippolyte d’Aricie ne sont pas de même nature et n’encourent pas le même jugement : « Le ciel de leurs soupirs approuvait l’innocence. » (IV, 6, 1238) Mais Hippolyte, lui aussi, voit bien « l’obstacle éternel » qui le sépare d’Aricie et qu’il devrait se plier aux « lois sévères » de son père qui interdit à quiconque de donner une descendance à Aricie. (I, 1, 104-105).
Dans la perspective antique, une grande part de la responsabilité des personnages se dilue dans la fatalité et la volonté divine. C’est ainsi que l’entend Racine : « Phèdre n’est ni tout à fait coupable ni tout à fait innocente. »
Phèdre sent qu’elle n’a plus toute sa raison, mais, dit-elle, c’est que « les Dieux m’en ont ravi l’usage. » (I, 3, 181) ; plus loin, elle s’exclame : « Plût aux Dieux que mon cœur fût innocent […] ! (I, 3, 222). Elle connaît la coupable qui s’acharne contre elle : « O haine de Vénus ! O fatale colère ! » (I, 3, 249) et encore : « Puisque Vénus le veut » (I, 3, 257), « Je reconnus Vénus et ses feux redoutables, /D’un sang qu’elle poursuit tourments inévitables. » (I, 3, 277-278). Enfin, elle ne peut retenir sa douleur : « Cruelle destinée ! » (I, 3, 301) et se présente à Hippolyte comme l’ « objet infortuné des vengeances célestes. » (II, 5, 677)
Jusqu’au bout, Phèdre et Hippolyte se regardent comme les victimes car le mal qu’ils commettent leur a été inspiré par les dieux. Ce sont les divinités et Œnone que Phèdre accuse : « Le ciel mit dans mon sein une flamme funeste ;/La détestable Œnone a conduit tout le reste. » (V, 7, 1625-1626). Hippolyte, quant à lui, ironise sur le dessein des dieux lorsqu’ils favorisent Phèdre et son fils : « Dieux, qui la connaissez, /Est-ce donc sa vertu que vous récompensez ? » (II, 6, 727-728). Avant d’être confronté à son père, il se convainc que « l’innocence n’a rien à redouter » (III, 6, 996) et au moment de mourir il désigne les responsables tout en se disculpant : « Le ciel, dit-il, m’arrache une innocente vie. » (V, 6, 1561) 
Nous savons Racine proche du jansénisme. Or pour un janséniste, Phèdre et Hippolyte sont condamnés d’avance, non par la fatalité antique et la volonté des dieux mais parce que la grâce divine ne leur a pas encore été accordée ; quoi qu’ils fassent, ils ne pourront rien changer à leur destin tant qu'ils n'auront pas reçu la grâce divine. Le héros de la tragédie ne voit plus son libre arbitre limité par la faute attachée à une famille mais par le péché originel dont Adam et Eve se sont rendus coupables. Chateaubriand exprime la conviction, en entendant le cri de Phèdre : « Hélas ! du crime affreux dont la honte me suit » (IV, 6, 1291) que « cette femme n’est pas dans le caractère antique ; c’est la chrétienne réprouvée, c’est la pécheresse tombée vivante entre les mains de Dieu : son mot est le mot du damné.

#### La faute indicible
Nous disions plus haut que la scène circonscrit le duel de la culpabilité et de l’innocence. Elle est en même temps le champ clos de la parole et du silence. Dans la pièce, la parole coupable se dissimule, se travestit ou se rétracte, et lorsqu’elle s’exprime, il est trop tard.
Les deux héros sont contraints à « un silence inhumain », pour reprendre les propos d’Œnone. (I, 3, 227), « un silence/Qui de vos maux encore aigrit la violence » dit-elle à sa maîtresse. (I, 3, 185-186). Hippolyte n’y tient plus : il déclare à Aricie qu’il lui faut révéler « un secret que [son] cœur ne peut plus renfermer (II, 2, 527-528), et face à son père : « c’est trop vous le celer » (IV, 2, 1119). Le mal est une torture mais son aveu en est une plus grande encore car ils savent qu’ils ne seront pas compris : « Tu frémiras d’horreur si je romps le silence » (I, 3, 238) prévient Phèdre et les mots d’Hippolyte à Thésée : « ma véritable offense […] malgré votre défense » portent les raisons qui l’ont amené à se taire jusque-là.
L’amour fautif est à ce point pesant qu’Hippolyte choisit l’éloignement plutôt que de devoir l’avouer à celle qu’il aime : « Hippolyte en partant fuit une autre ennemie:/je fuis, je l’avouerai, cette jeune Aricie. » (I, 1, 49-50), quand Phèdre prend, elle, le parti du suicide : « Je meurs, pour ne point faire un aveu si funeste. » (I, 3, 226).
Elle laisse d’abord à d’autres la responsabilité des mots coupables : « C’est toi qui l’as nommé. » (I, 3, 264) Ensuite, elle impose le silence à son entourage car entendre le nom d’Hippolyte, c’est entendre sa faute et son aveu : « J’ai même défendu, par une expresse loi, /Qu’on osât prononcer votre nom devant moi. » (II, 5, 603-604).
Les figures de style viennent également au secours des personnages en leur épargnant l’expression brutale de la vérité. Ainsi, dans la bouche de Phèdre avouant son amour, Hippolyte devient, dans une périphrase « ce fils de l’Amazone, /Ce prince si longtemps par moi-même opprimé. » (I, 3, 263) Lui aussi use du même procédé avant d’oser, seulement en fin de tirade, prononcer le mot « amour ». (II, 2). Il a déjà eu recours à la litote « Si je la haïssais, je ne la fuirais pas » (I, 1, 56) qui revient à dire : « Je la fuis parce que je l’aime. »
Quand enfin Phèdre parle, elle exprime en même temps le regret de l’avoir fait : « Je n’ai que trop parlé », « J’ai dit ce que jamais on ne devait entendre. » (III, 1, 740-742) « Ah ! cruel, tu m’as trop entendue » (II, 5, 671), ce dernier mot pouvant prendre son sens premier et celui de « comprendre ». Elle essaie de s’emparer de l’arme d’Hippolyte pour se transpercer le cœur. Et si Hippolyte n’en vient pas à de telles extrémités après sa déclaration à Aricie, il est dans la crainte de n’être pas compris : « Ne rejetez pas des vœux mal exprimés. » (II, 3, 559), ou la certitude de ne pas l’avoir été après avoir essayé de convaincre son père : « Vous me parlez toujours d’inceste et d’adultère ? » (IV, 2, 1149).
Notons aussi que chacun des deux personnages parle des fautes de l’autre à demi-mot et par insinuations : « Je me tais », dit Hippolyte à son père, mais ajoute aussitôt que Phèdre l’accuse d’une horreur dont sa propre famille est pleine. (IV, 2, 1150/1152). Phèdre, quant à elle, confie à son époux, en présence d’Hippolyte (III, 4) : « Vous êtes offensé », paroles dont Thésée comprend les sous-entendus lorsqu’ Hippolyte lui annonce sa décision de le quitter (III, 5).
Si l’on admet que la tragédie est la mise en scène de personnages contraints de livrer un combat où quelle que soit l’issue ils sont perdants, alors on dira que dans Phèdre, la parole est elle-même un enjeu de tragédie : entre parler et se taire, dissimuler ou confesser, Phèdre et Hippolyte sont prédestinés à une alternative qui les condamne.

## Citations
- « Tout m’afflige et me nuit et conspire à me nuire. » - Phèdre (Acte I, Scène 3, vers 161)
- « Quand tu sauras mon crime et le sort qui m’accable,
Je n’en mourrai pas moins, j’en mourrai plus coupable. » - Phèdre (I, 3, v. 241-242)
- « Ariane, ma sœur, de quel amour blessée 
Vous mourûtes aux bords où vous fûtes laissée ! » - Phèdre (I, 3, v. 254-255)
- « Je le vis, je rougis, je pâlis à sa vue,
Un trouble s’éleva dans mon âme éperdue. » - Phèdre (I, 3, v. 273-274)
- « D'un incurable amour remèdes impuissants ! » - Phèdre (I, 3, v. 283)
- « Ce n'est plus une ardeur dans mes veines cachée
C’est Vénus tout entière à sa proie attachée. » - Phèdre (I, 3, v. 306)
- « C'est peu de t'avoir fui, cruel, je t'ai chassé.
 J'ai voulu te paraître odieuse, inhumaine,
Pour mieux te résister, j'ai recherché ta haine.
De quoi m'ont profité mes inutiles soins ?
Tu me haïssais plus, je ne t'aimais pas moins. » - Phèdre (II, 5, v. 685-688)
- « Ses yeux, qui vainement voulaient vous éviter,
Déjà pleins de langueur ne pouvaient vous quitter.
Le nom d'amant peut-être offense son courage.
Mais il en a les yeux, s'il n'en a le langage. » Ismène à propos d'Hippolyte (II, 1, v. 411-414)
- « Mes crimes désormais ont comblé la mesure.
Je respire à la fois l'inceste et l'imposture » Phèdre (IV, 6, v. 1269-1270)

Les deux citations suivantes sont célèbres pour leur métrique parfaite. La seconde n’est constituée que de monosyllabes.
- « La fille de Minos et de Pasiphaé. » - Hippolyte (I, 1, v. 36)
- « Le jour n’est pas plus pur que le fond de mon cœur. » - Hippolyte (IV, 2, v. 1112)

## Postérité

### Traductions dePhèdre
- En allemand : Friedrich von Schiller (1805), Ernst August Wilhelm Gräfenhan (1825), Wilhelm Willige (1956), Rudolf Alexander Schröder (1958), Wolf Steinsieck (1995)
- En anglais : Robert Lowell (1961), Wallace Fowlie (1962), J. Cairncross (1982), Ted Hughes (vers libre, 1998), Charles Sisson (2001), Timberlake Wertenbaker (2009)
- En catalan : Joaquim Ruyra (1946), Bonaventura Vallespinosa (1967), Modest Prats (1999)
- En danois : J. H. Schønheyer (1790), C. E. Falbe Hansen (1945), Erik Rosekamp (2007)
- En espagnol : Pablo Olavide (1786), Carlos Pujol (1982), Rosa Cachel (1983), Dolores Fernández Lladó (1985), Nydia Lamarque, Paloma Ortiz García (2003)
- En italien : Giuseppe Ungaretti (1950)
- En néerlandais : H. van Bracht (1715), Hans Bakx (1982)
- En norvégien : Halldis Moren Vesaas (1960, première traduction), Jon Fosse (2005)
- En russe : M. A. Donskoï (1970)
- En suédois : Gudmund Jöran Adlerbeth (1797, première traduction), Karl August Hagberg (1906), Thomas Kinding (1964) [ces trois en alexandrins], Göran O. Eriksson (1996), Anders Bodegård (2006)

### Musique
- Jean-Philippe Rameau, Hippolyte et Aricie, tragédie lyrique, livret de Simon-Joseph Pellegrin (1733)
- Jean-Baptiste Moyne, Phèdre, tragédie lyrique, livret de François-Benoît Hoffmann (1786)
- Giovanni Paisiello, Fedra, opéra seria, livret de Luigi Salvioni (1788)
- Giuseppe Nicolini,Fedra ossia il Ritorno di Teseo, opéra (1804)
- Felice Alessandro Radicati (1775 - 1823), Fedra, opéra en 2 actes, livret de Luigi Romanelli (1811)
- Ferdinando Orlandi, Fedra, opéra en 2 actes, livret de Luigi Romanelli (1820)
- Simon Mayr, Fedra, melodrama serio en 2 actes, livret de Luigi Romanelli (1820)
- Jules Massenet, Phédre, Ouverture (1874), Musique de scène (1900)
- Ildebrando Pizzeti, Fedra, opéra sur un livret de Gabriel d'Annunzio (1915)
- Georges Auric, Phèdre, Suite pour le ballet de Jean Cocteau (1950) dans une chorégraphie de Serge Lifar
- Marcel Mihalovici, Phèdre, opéra en cinq scènes, livret de Yvan Goll (1948) Création RTF, 18 avril 1950 ; Stuttgart, 9 juin 1951
- Benjamin Britten, Phaedra, cantate dramatique (1975)
- Sylvano Bussotti, Phaidra/Heliogabalus (ballet, 1980) et Le Racine, pianobar pour Phèdre (opéra de chambre, 1980)
- Gilles Monfort, Phèdre, enquête sur une passion (adaptation d'une partie du texte en chansons, 2021)

## Enregistrement
Phèdre de Jean-Baptiste Lemoyne, avec Judith Van Wanroij (Phèdre), Melody Louledjian (Oenone), Julien Behr (Hippolyte), Tassis Christoyannis (Thésée), Ludivine Gombert (La Grande Prêtresse), Jérôme Boutillier (Un Grand de l'État / Un Chasseur), Purcell Choir, Orfeo Orchestra, dir. Gyôrgy Vashegyi. CD Palazzetto Bru Zane, 2020. Diapason d'or

### Édition
- Jean Racine (préf. Georges Forestier), Œuvres complètes, t. I : Théâtre - Poésie, Paris, Gallimard, coll. « Bibliothèque de la Pléiade » (no 5), juin 1999 (1re éd. 1999), 1802 p. (ISBN 978-2-07-011561-7), « Phèdre et Hippolyte »